# W9 (Fernsehsender)
W9 ist ein französischer Privatsender, der in Frankreich über DVB-T ausgestrahlt wird. Der Fernsehsender nahm am 5. März 1998 den Sendebetrieb auf und gehört zu 48,6 % der RTL Group. Bis zur Ausstrahlung über DVB-T nannte sich der Sender M6 Music. Seit dem 31. März 2005 heißt der Sender W9, was in Spiegelschrift M6 bedeutet. Das Programm besteht hauptsächlich aus Musiksendungen, Fernsehserien und Sportübertragungen.

## Programm

### Musik
- W9 Hits
- W9 Live

### Serien
- Les Simpsons
- Prison Break
- Numbers
- Friends

### Sport
- U21-EM
- UEFA Europa League
- UEFA Supercup
- Super Bowl